# Metronom (album)
Metronom je album pražské hip hopové skupiny Prago Union, vydané 16. listopadu 2010 jako "Free CD".

## Seznam skladeb
- „Uprchlík“ + Dědek
- „Metronom“ + Dědek
- „Jak to máme…“
- „Terkel rap remix“
- „Evrybady edit“
- „Apropó (prga)“
- „Wossví (megademo)“
- „Zakázaný ovoce“
- „Dezilu(izmy)“
- „Od-doba“